# Opus Magnum
Opus Magnum (від лат. magnum opus — «визначне діяння») ⁣— відеогра в жанрі головоломки та ігри для програмістів, розроблена американською компанією Zachtronics. Випущена 8 грудня 2017 року для Microsoft Windows, Linux та macOS після двох місяців раннього доступу. Гра ґрунтується на The Codex of Alchemical Engineering, однією з перших Flash-ігор Зака Барта, створених до заснування Zachtronics.

## Ігровий процес
Гравець повинен збирати машини з різних інструментів та запрограмувати ці інструменти на вирішення завдань, що пов'язані з алхімією. Гравець може скласти будь-яке робоче рішення кожного завдання, однак за допомогою таблиці лідерів гравцеві дається виклик на складання машини, яка вирішує завдання за найкоротший час з мінімальною вартістю матеріалів та/або найменшою площею.

## Нагороди
Гра була номінована на нагороду «Найкраща гра-головоломка» на IGN Awards 2017, а також «Найкраща інді-гра» та «Найкраща гра для ПК» на Golden Joystick Awards 2018. На IGF Awards Opus Magnum виграла у номінації «Перевага в дизайні» і була номінована на Гран-прі Шеймуса Макнеллі.